# .om
اسم النطاق العماني .om أو بالعربية (.عُمان) هو امتداد خاص بالعناوين الإلكترونية (نطاق) للمواقع التي تنتمي إلى سلطنة عمان. تم تدشين النطاق بالأحرف اللاتينية في العام 1996، وتم تدشين النطاق بالأحرف العربية في عام 2012. تتم إدارة النطاق (.om) و(.عمان) من قبل هيئة تنظيم الإتصالات بسلطنة عمان. وقبل إنشاء الهيئة، كانت إدارة وتشغيل النطاقات في سلطنة عُمان يقوم بها المشغل عمانتل. وتوجد حتى الآن خمسة شركات معتمدة لتسجيل النطاقات.

## الجانب التنظيمي
تتولى هيئة تنظيم الاتصالات، بموجب قانون تنظيم الاتصالات إدارة وتنظيم أسماء النطاقات العمانية تحت المستويين العلوين (.عمان) و (.om) ، وتجدر الإشارة الى أن الهيئة قامت بإنشاء نظام سجل يحتوي على قاعدة بيانات أسماء النطاقات تحت المستوين العلويين (.عمان) و (.om )،
تتمثل الأدوار الرئيسية للهيئة على النحو الآتي:
1. تشغيل وإدارة نظام أسماء النطاقات الخاصة بالمستويين العلويين (.عمان) و (.om)
2. إصدار السياسات واللوائح والإرشادات الخاصة بتسجيل أسماء النطاقات
3. اعتماد المسجلين والتأكد من التزامهم بالسياسات واللوائح والإرشادات التي وضعتها الهيئة

## أقسام النطاق .om
يتألف المستوى العلوي om. من النطاقات التالية:
| .om        | لوحدات الجهاز الإداري للدولة والشركات والمؤسسات المرخص لها في السلطنة                       |
| .co.om     | للشركات والمؤسسات التجارية المسجلة في السلطنة                                               |
| .com.om    | للشركات والمؤسسات التجارية المسجلة في السلطنة                                               |
| .org.om    | للمؤسسات ذات النفع العام (غير ربحية) مرخصة في السلطنة                                       |
| .net.om    | للمؤسسات التي تقوم بتقديم خدمات اتصالات في السلطنة                                          |
| .edu.om    | للمؤسسات التعليمية الحكومية أو الخاصة                                                       |
| .gov.om    | للمؤسسات الحكومية في السلطنة                                                                |
| .museum.om | للجهات الحكومية أو الخاصة المالكة أوالمشغلة لمتحف بالسلطنة                                  |
| .pro.om    | للنقابات والجمعيات المهنية المرخص لها بالسلطنة كجمعيات الأطباء والمهندسين أوعضواً في أي منها |
| .med.om    | للمؤسسات الطبية الحكومية أو الخاصة                                                          |

## مزايا النطاق العماني
من المزايا التي يتمتع بها النطاق العماني ما يأتي:
1. اسم نطاق قصير ومميز، وتوفر أغلب الأسماء للتسجيل
2. إظهار الهوية العمانية والإسهام في تعزيز المحتوى العربي
3. يوفر لأصحاب التسجيل الحماية القانونية وفقا للقوانين العمانية
4. تعريف مرتبط بسلطنة عمان على شبكات الانترنت

## المسجل المعتمد
المسجل المعتمد هو عبارة عن أي شخص أو جهة مخولة من قبل هيئة تنظيم الاتصالات بموجب اتفاق (اعتماد المسجل) لتلقي طلبات تسجيل العناوين الإلكترونية لسلطنة عُمان ،تسجيل، نقل، وقف، حذف، واتخاذ أي خطوات ضرورية تتصل بأسماء النطاقات ضمن الحدود المحددة في اتفاقية اعتماد المسجل.
تقوم الهيئة بمراجعة الطلبات المقدمة إليها من الشركات والمؤسسات الراغبين في الحصول على الاعتماد من الهيئة.

### يوجد حاليًا 5 مسجلين معتمدين وهم:
- مؤسسة الخليج لحلول الشبكة الالكترونية
- الشركة العُمانية القطرية للإتصالات (أوريدو)
- الشركة العُمانية للإتصالات (عُمانتل)
- مؤسسة عمان للبيانات الرقمية
- شركة طلال أبو غزالة

## وصلات خارجية
- إدارة أسماء النطاقات
- هيئة تنظيم الاتصالات بسلطنة عُمان
- مؤسسة الخليج لحلول الشبكة الالكترونية
- الشركة العُمانية القطرية للإتصالات (أوريدو)
- الشركة العُمانية للإتصالات (عُمانتل)
- مؤسسة عمان للبيانات الرقمية
- شركة طلال أبو غزالة